# In Paradisu
In Paradisu je druhé studiové album korsické hudební skupiny Les Nouvelles Polyphonies Corses, vydané v červnu roku 1996 u vydavatelství Mercury Records. Album produkoval velšský hudebník John Cale, který rovněž skladby aranžoval. Značnou část alba však produkoval jeho dlouholetý spolupracovník David Young. O doprovod se postarali hudebníci, kteří s Calem již spolupracovali na jiných projektech, například kytaristé David Tronzo a Mark Deffenbaugh, baskytarista Erik Sanko nebo houslista David Soldier. Do písně „Dies Irae“ přispěla svým hlasem americká zpěvačka Patti Smith. Smith dříve několikrát s Calem spolupracovala a proto přijala pozvání k nahrávání tohoto alba.

## Seznam skladeb
| Pořadí | Název                   | Délka |
| ------ | ----------------------- | ----- |
| 1.     | Perdonu Mio Diu         | 5:23  |
| 2.     | Introitu                | 3:01  |
| 3.     | Kyrie Eleison           | 3:05  |
| 4.     | Gloria                  | 4:33  |
| 5.     | Sanctus                 | 3:55  |
| 6.     | Credo                   | 2:54  |
| 7.     | Agnus Dei               | 1:51  |
| 8.     | Salutaris               | 4:03  |
| 9.     | Tantum Ergo             | 2:38  |
| 10.    | Subvenite               | 2:30  |
| 11.    | Requiem (Introitu)      | 3:02  |
| 12.    | Kyrie Eleison (Defunti) | 2:20  |
| 13.    | Dies Irae               | 5:54  |
| 14.    | Domine (Offertoriu)     | 3:13  |
| 15.    | Sanctus (Defunti)       | 2:19  |
| 16.    | Agnus Dei (Defunti)     | 2:39  |
| 17.    | Libera Me               | 4:16  |
| 18.    | In Paradisu             | 1:33  |
| 19.    | Stabat Mater            | 3:36  |
| 20.    | Dio Vi Salvi Regina     | 3:21  |

## Obsazení
Les Nouvelles Polyphonies Corses
- Jean-Antoine Ferrali – zpěv
- Patrizia Gattaceca – zpěv
- Stefanu Grisoni – zpěv
- Lydia Poli – zpěv
- Patrizia Poli – zpěv
- Marc Ventura – zpěv

Ostatní hudebníci
- Mark Deffenbaugh – kytara, mandolína
- David Tronzo – kytara
- B. J. Cole – pedálová steel kytara
- David Soldier – housle
- Dawn Buckholz – violoncello
- Jimmy Justice – elektrické piano
- Ben Neill – trubka
- Erik Sanko – baskytara
- Hassan Hakmoun – perkuse
- Ibrahim Hakmoun – perkuse
- Tiyé Giraud – perkuse
- E. J. Rodriguez – perkuse
- Ben Perowsky – perkuse
- Patti Smith – zpěv v „Dies Irae“

Technická podpora
- John Cale – produkce, aranžmá
- David Young – produkce, zvukový inženýr